# 1,4-dioxan
1,4-dioxanul, deseori numit dioxan deoarece izomerii 1,2 și 1,3 sunt foarte rari, este un compus organic heterociclic. E un lichid incolor cu un miros ușor dulce, similar cu cel al eterului dietilic. E clasificat ca fiind un eter. Are formula moleculară C4H8O2.